# Espace 3000
L'Espace 3000 est une salle polyvalente d'une capacité de 2500 places située à Hyères, dans le Var. 
La salle est fermée pour travaux entre 2022 et 2025 à la suite de l'apparition de fentes dans la structure en bois. 
Le Hyères Toulon Var Basket y joue en partie à domicile jusqu'à la fermeture de la salle en 2022.